# Фирстенек
Фирстенек (њем. Fürsteneck) општина је у њемачкој савезној држави Баварска. Једно је од 25 општинских средишта округа Фрејунг-Графенау. Према процјени из 2010. у општини је живјело 956 становника. Посједује регионалну шифру (AGS) 9272119.

## Географски и демографски подаци
Фирстенек се налази у савезној држави Баварска у округу Фрејунг-Графенау. Општина се налази на надморској висини од 336–638 метара. Површина општине износи 10,4 km². У самом мјесту је, према процјени из 2010. године, живјело 956 становника. Просјечна густина становништва износи 92 становника/km².